# Bataille de Montgey
Croisade des albigeois
Batailles
Chronologie de la croisade des albigeois
- Béziers
- Carcassonne

- Minerve
- Termes
- Lavaur
- Montgey
- 1er Toulouse
- Castelnaudary
- Muret

- Beaucaire
- 2e Toulouse
- Marmande
- Baziège
- 3e Toulouse

- Avignon
- Montségur

La bataille de Montgey, en avril 1211, voit la victoire du comte Raymond-Roger de Foix et du seigneur Jourdain de Roquefort sur une armée de croisés comprenant une majorité d'Allemands et de Frisons.

## Introduction
Commencée depuis 1208, la croisade contre les albigeois commence à prendre un caractère international en 1211. Les croisés originaires du royaume de France sont rejoints par des chevaliers qui affluent de divers pays d'Europe. Beaucoup de ces soldats se trouvent aux ordres d'un évêque et ne doivent le service militaire que pour une durée limitée. 
En avril 1211, Simon de Montfort, le futur vainqueur de la bataille de Muret, assiège Lavaur, dans le comté de Toulouse. Du fait de la résistance opiniâtre des méridionaux, Simon éprouve beaucoup de difficultés à faire capituler Lavaur. Une puissante armée croisée se trouvant à Carcassonne, Simon décide de l'appeler à l'aide. Se composant en majorité d'Allemands et de quelques Frisons, cette armée de 1 000  à   6 000 hommes (selon les témoignages), sort de Carcassonne et marche en direction de Lavaur. Mis au courant de l'itinéraire de marche de ces croisés, Roger-Raymond de Foix décide de les prendre en embuscade. Cependant, pour détruire cette armée, il faut au comte de Foix un nombre comparable de combattants. Sa troupe personnelle de chevaliers méridionaux n'étant pas suffisante, le comte de Foix recrute un fort contingent de paysans et l’amalgame à son armée. Il reçoit aussi l'aide du seigneur de Montgey, Jourdain de Roquefort. On peut être surpris de ce recrutement, le peu d'entraînement et d'expérience des paysans méridionaux en matière militaire en faisant des soldats peu efficaces. Malgré tout, la motivation de ces paysans est forte devant une croisade s'attaquant à leur culture, et c'est l'occasion de se venger des violences perpétrées par les croisés. Surtout, l'attaque devant être menée par embuscade, en évitant donc une bataille rangée qui aurait été suicidaire, une victoire est possible.

## Déroulement
L'embuscade est montée dans le bois qui borde Montgey, au pied du château de Montgey. Roger-Raymond de Foix ayant parfaitement camouflé ses troupes dans le bois, la surprise est totale pour les croisés allemands et frisons. Au signal du comte de Foix, les paysans et chevaliers sortent du bois, attaquent vigoureusement les Allemands et les Frisons et les massacrent. Au soir de la bataille, tous les croisés allemands et frisons sont tués, blessés ou faits prisonniers. La défaite des croisés allemands et frisons est totale. Aussi cruel que les croisés, Roger-Raymond de Foix ordonne à ses soldats de couper les oreilles et le nez de chaque prisonnier. Simon de Montfort dut poursuivre le siège de Lavaur sans ces renforts, siège qu'il finit par remporter.
En représailles, il détruira le village de Montgey et prendra son château.

## Commentaire
À Auvezines (hameau de la commune de Montgey), une stèle fut déposée en mémoire de cette bataille. C'est l'un des rares monuments relatifs à la croisade contre les cathares (1209-1229). Le 800e anniversaire de la bataille y fut célébré le 9 avril 2011 en présence des autorités civiles et militaires. Toujours dans ce même hameau, le calvaire d'Auvezines, seul monument aux morts commémorant la croisade contre les albigeois, réunit les ossements des croisés tués lors de la bataille, ossements retrouvés lors de l'agrandissement de la chapelle en 1817.